# Megacoelus gustavi
Megacoelus gustavi är en skalbaggsart som beskrevs av William Lucas Distant 1908. Megacoelus gustavi ingår i släktet Megacoelus och familjen långhorningar. Inga underarter finns listade i Catalogue of Life.